# Annie Le Brun
Annie Le Brun (Rennes, 15. kolovoza 1942. – ?, 29. srpnja 2024.) bila je francuska pjesnikinja i kritičarka. Sudjelovala je u nadrealističkom pokretu od 1963. do raspuštanja pokreta 1969. godine. Bila je životna suputnica Radovana Ivšića.   

## Odabrana djela
- Sur-le-champ (Smjesta), poezija, 1967.
- Les Pâles et fiévreux après-midi des villes (Blijeda i grozničava poslijepodneva gradova), poezija, 1972.
- La Traversée des Alpes (Prelazak Alpi), poezija, 1972. (u suradnji s F. de Sanctisom i R. Ivšićem)
- Tout près, les nomades (Sasvim blizu, nomadi), poezija, 1972.
- Les Écureuils de l'orage (Vjeverice oluje), poezija, 1974.
- Annulaire de lune (Prstenjak mjeseca), poezija, 1977.
- Lâchez tout (Ostavite sve), kritika, 1977.
- Les Chateaux de la subversion (Dvorci subverzije), esej, 1982.
- A distance (Na distanci), eseji / kritika, 1984.
- Soudain un bloc d'abîme, Sade (Iznenada gromada ponora, Sade), esej, 1986.
- Appel d'air (Zraka!), kritika, 1988.
- Perspective dépravée (Izopačena perspektiva), esej, 1991.
- Du trop de réalité (Previše zbilje), esej, 2000.

## Vanjske poveznice
- Note de lecture d'Ombre pour ombre
- Début d'un entretien pour la revue Histoires littéraires